# Dzsungeltúra lúzereknek
A Dzsungeltúra lúzereknek (eredeti cím: Welcome to the Jungle) 2013-ban bemutatott amerikai akció filmvígjáték, melyet Rob Meltzer rendezett és Jeff Kauffmann írt. A főbb szerepekben Jean-Claude Van Damme, Adam Brody, Megan Boone, Rob Huebel, Kristen Schaal és Dennis Haysbert látható.
Az Amerikai Egyesült Államokban 2014. február 7-én mutatták be a mozikban, Magyarországon szinkronizálva DVD-n jelent meg 2015. június 2-án. A forgatás 2012 elején zajlott Puerto Ricóban.

## Cselekmény
Storm Rotchild (Van Damme) volt tengerészgyalogos dzsungeltúrára viszi a cég munkatársait, hogy a csapatot megerősítse. Azonban a szerencsétlen résztvevők közül egy ember úgy dönt, pár társával együtt a sziget másik felére megy, bennszülöttként viselkedve manipulálja őket, zöld marihuána hatása alatt. Chrisnek és társainak, meg kell szerezniük a repülőgépben lévő rádiót, hogy segítséget tudhassanak hívni, csak hogy a gép a sziget másik felén van.

## Szereplők
| Színész         | Szereplő              | Magyar hang        |
| --------------- | --------------------- | ------------------ |
| Chris           | Adam Brody            | Hamvas Dániel      |
| Lisa            | Megan Boone           | Haffner Anikó      |
| Phil            | Rob Huebel            | Széles László      |
| Jared           | Eric Edelstein        | Király Attila      |
| Storm Rothchild | Jean-Claude Van Damme | Jakab Csaba        |
| Brett           | Krisopher Van Damme   | Sörös Miklós       |
| Ashley          | Bianca Van Damme      | Hábermann Lívia    |
| Mr. Crawford    | Dennis Haysbert       | Bognár Tamás       |
| Brenda          | Kristen Schaal        | Bogdányi Titanilla |
| Troy            | Aaron Takahashi       | Baráth István      |

## Fogadtatás
A film általánosságban pozitív visszajelzéseket kapott a kritikusoktól. A Metacritic oldalán a film 25 pontot kapott a 100-ból. A Rotten Tomatoeson weboldalán 22%-os értékelést kapott 9 kritika alapján, az átlagos értékelése 4 pont a 10-ből. John DeFore, a The Hollywood Reporter munkatársa így fogalmazott: „Egy tisztességes szereplőgárda egy lakatlan szigeten rekedt egy olyan forgatókönyvvel, amely leginkább a tábortűz meggyújtására alkalmas”. Betsy Sharkey a Los Angeles Times-tól azt írta; a film nem elég vicces vagy okos ahhoz, hogy szatíraként vagy bohózatként működjön, bár nem világos, hogy a film milyen célt tűzött ki maga elé. Steven Rea a The Philadelphia Inquirertől 1,5 csillagot adott 4-ből, és „bumfordi selejtnek” nevezte a filmet.